# Ikerasaarsuk
Ikerasaarsuk er en grønlandsk bygd beliggende på halvøen Alanngorsua ca. 25 km syd for Kangaatsiaq i den tidligere Kangaatsiaq Kommune, fra 2018 Qeqertalik Kommune. Bygden har 92 indbyggere (2013), der hovedsageligt ernærer sig ved fangst og fiskeri. De største indhandlingsmængder udgøres af stenbiderrogn og torsk. Grovforarbejdningen af råvarerne sker på fabriksanlægget i bygden. Indhandlingskapaciteten er begrænset af en dårligt fungerende ismaskine. Fabrikken modtager råbarer fra et større område idet fiskere bosat i Attu og Iginniarfik ikke kan indhandle på egne bosteder.
Bygdens navn betyder 'det lille mærkelige sund' som ligger et par km. fra bygden. Et andet navn for beboelsen er Illukoq, der betyder 'det gamle hus'. Position: 68° 8′ 25″ N, 53° 26′ 40″ W.
Skolen Qaqqannguup atuarfia ("Det lille fjelds skole")  har ca. 22 elever fra  1. til 9. klasse. Skolekapellet er fra 1992 og har 50 siddepladser. 

Ikerasaarsuk Helistop havde i 2008 var der 93 afrejsende passagerer fordelt på 32 starter 
68°08′25″N 53°26′40″V / 68.1403°N 53.4444°V